# 小林忠雄
小林 忠雄（こばやし ただお、1945年10月30日-　）は、日本の都市民俗学者。専門は、民俗芸術学・都市人類学。

## 来歴
石川県松任町（現・白山市）に生まれる。早稲田大学文学部美術史学科を卒業後、1971年同大学院文学研究科芸術学専攻に進み、1971年に特殊学生を修了する。
1973年に石川県立歴史博物館学芸員となり、のち資料課長を務める。
1989年に国立歴史民俗博物館民俗研究部助教授となり、1998年に東京家政学院大学人文学部工芸文化学科教授に就任した。2003年に北陸大学教育能力開発センター教授に移り、2005年同未来創造学部教授となる。2016年に定年退職した。
この間、1998年に「マチ場の民俗学的研究 旧城下町金沢を中心として」で筑波大学から博士（文学）の学位を取得した。

## 著書
- 『都市民俗学 都市のフォークソサエティー』名著出版 1990
- 『色彩のフォークロア 都市のなかの基層感覚』雄山閣出版 1993
- 『江戸・東京はどんな色 色彩表現を読む』教育出版 江戸東京ライブラリー 2000
- 『金沢、まちの記憶五感の記憶』能登印刷出版部 2009

### 共編著
- 『能登 寄り神と海の村』高桑守史共著 日本放送出版協会 1973
- 『花の文化誌』半田賢龍共著 雄山閣出版 1999
- 『都市民俗生活誌』全3巻　有末賢、内田忠賢,倉石忠彦共編　明石書店 2002-05
- 『都市民俗基本論文集』全4巻 有末賢、内田忠賢,倉石忠彦,共編 岩田書院 2009-11